# 青柳晃洋
青柳 晃洋（あおやぎ こうよう、1993年12月11日 - ）は、神奈川県横浜市鶴見区出身のプロ野球選手（投手）。右投右打。東京ヤクルトスワローズ所属。
2021年開催の東京オリンピック野球金メダリスト。NPB史上初の2年連続最多勝・最高勝率の同時獲得者。

## 経歴

### プロ入り前
小学校5年生の頃「寺尾ドルフィンズ」で野球を始めると、6年生の頃に肩が強かったことから投手を始め、指導者の勧めでサイドスローに取り組む。生麦中学校で軟式野球部に所属すると、1年生当時、松坂大輔に憧れ自らオーバースローに転向するもすぐに肘を痛め、サイドスローに戻した。
川崎工科高校へ進学すると、1年生秋から主力投手としてチームをけん引する。3年生夏の神奈川県大会2回戦では横浜隼人高校の左澤優に投げ勝ったが、5回戦では桐蔭学園高校の茂木栄五郎から本塁打を打たれた末に敗退し、全国大会出場は叶わなかった。
帝京大学へ特待生として進学後は、1年目から公式戦に出場したが、3年時に右肘を手術。4年生の首都大学野球秋季リーグ戦では、リーグ最多の6勝を挙げる活躍で、ベストナインを獲得した。リーグ戦通算37試合登板、15勝9敗、防御率1.91。同期に塩見泰隆、西村天裕がいる。
2015年のNPBドラフト会議で、阪神タイガースから5巡目で指名。契約金4000万円、年俸720万円（金額は推定）という条件で入団した。背番号は50。

### 阪神時代

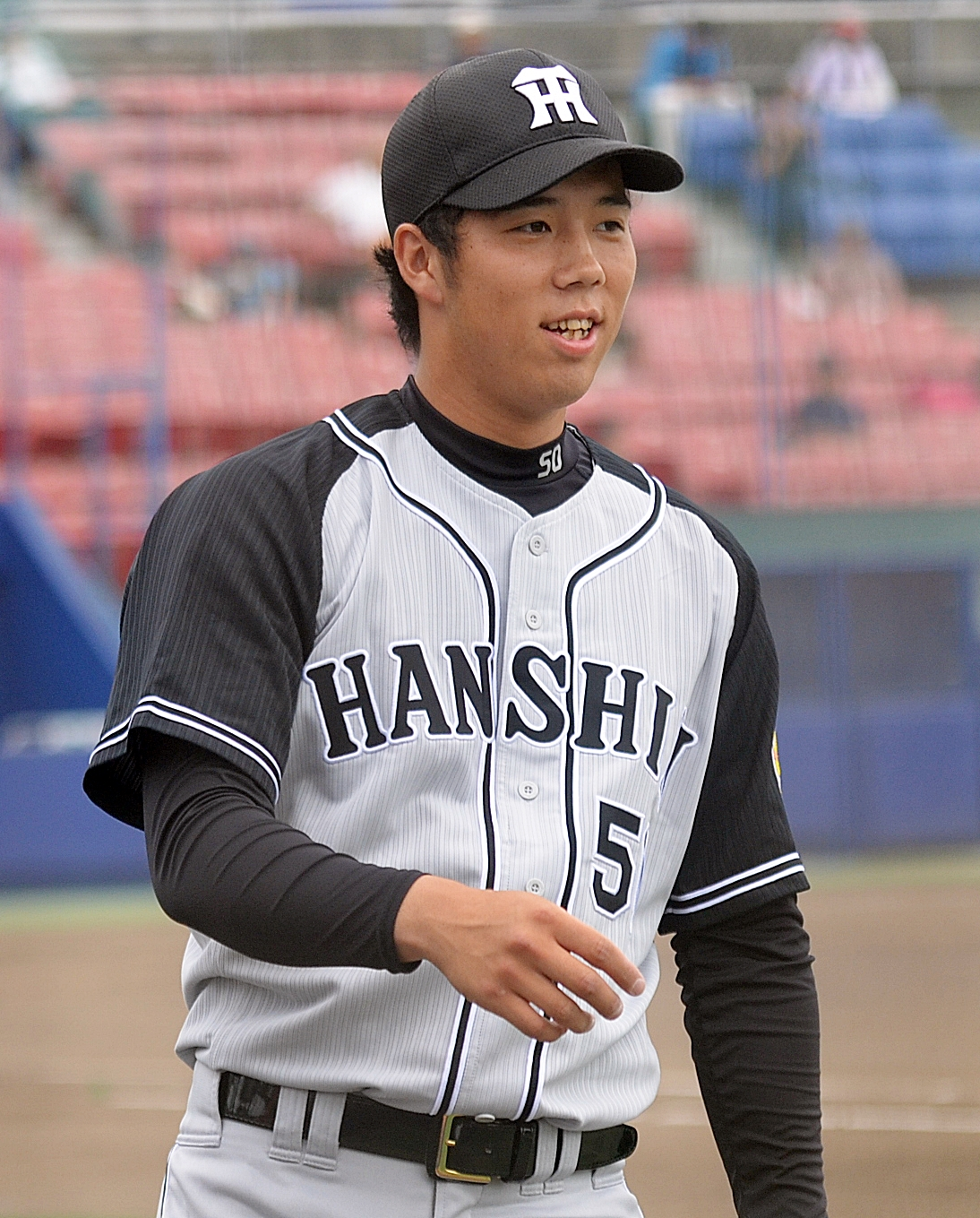
2016年5月25日 ナゴヤ球場

2016年、二軍の春季キャンプを経て、3月5日に千葉ロッテマリーンズとのオープン戦5回表から一軍デビュー。甲子園球場における自身初登板で、先頭打者の初球からの10球連続ボールで3者連続四球を出すなど制球に苦しんだが、2回を投げて1被安打2失点で凌いだ。6月1日の対東北楽天ゴールデンイーグルス戦（楽天koboスタジアム）にて、当初先発予定であった横山雄哉が左肩を痛めたことによる代役で、一軍公式戦に急遽初登板すると、5回裏終了までに5四死球を与えたものの、1失点のみの好投で一軍初登板・初先発を初勝利で飾った。7月7日の対読売ジャイアンツ戦（東京ドーム）では、敗戦すると自力優勝が消滅するという状況で、自身初の対巨人戦のマウンドを託されると、7回を1被安打無失点に抑える好投で2勝目を挙げた。同月14日の、フレッシュオールスターゲーム（倉敷マスカットスタジアム）では、2番手投手として2回表に1イニング登板するも3失点で敗戦投手となる。後半戦では先発陣の一角を担った。シーズンを通して被本塁打を1本にとどめると13試合の登板で、4勝5敗、防御率3.29を記録。また、シーズン終了後に台湾で開かれたアジア・ウィンター・リーグでは、4試合に登板。2勝0敗1セーブ、防御率1.69を記録し、最優秀投手となった。阪神の投手では前年の岩貞祐太に続き2年連続の受賞となった。オフに、480万円増となる推定年俸1200万円で契約を更改した。
2017年、春季キャンプ・オープン戦を通じて好調を維持すると、プロ入り後初めて開幕一軍入りを果たした。4月8日の対読売ジャイアンツ戦（甲子園）に先発登板し、3回表二死まで無失点に抑えるも降雨ノーゲームとなったため、記録上は、次に先発で登板した4月15日の対広島東洋カープ戦（甲子園）が、シーズン初登板となった。この試合から先発登板時の制球難や、自身の失策がことごとく失点につながったため、4月30日の対広島戦でシーズン2敗目を喫したことを機に出場選手登録を抹消された。5月28日に再び登録されると、同日の対横浜DeNAベイスターズ戦（甲子園）で、シーズン初勝利を挙げた。シーズンを通して12試合の登板で、4勝4敗、防御率3.22の成績で終えた。オフに、100万円増となる推定年俸1300万円で契約を更改した。
2018年、沖縄・宜野座の一軍キャンプ中に二軍の安芸キャンプ行きを言い渡され、開幕を二軍で迎えた。ウエスタン・リーグでは、6月24日の東京ヤクルトスワローズ戦から6連勝し、最終的に8勝2敗防御率2.73で、ウエスタン最多勝勝利投手賞を獲得した。9月2日に一軍に同年初昇格すると、同日の対DeNA戦（甲子園）でシーズン初勝利を挙げた。その後も3試合に登板し、1勝1敗、防御率3.32の成績でシーズンを終えた。11月22日、100万円減となる推定年俸1200万円で契約を更改した。
2019年、前年の二軍での好成績を受けて一軍キャンプに参加すると、キャンプ、オープン戦を通して一軍に帯同し実戦で好投を続け、プロ入り後初の開幕ローテーション入りを果たした。レギュラーシーズン最終戦の9月30日の対中日ドラゴンズ戦（甲子園）で5回無失点に抑え、初めて規定投球回に到達し自己最多の9勝目を挙げた。オフに、1800万円増となる推定年俸3000万円で契約を更改した。
2020年も、前年に続き先発ローテーションに定着し、一度も離脱することなくシーズンを完走。2年連続の規定投球回に到達し、リーグ6位の防御率3.36を記録したが、一方でリーグ最多敗戦となる9敗を喫した。オフに、2000万円増となる推定年俸5000万円で契約を更改した。
2021年、開幕2戦目のヤクルト戦に登板し、5回2/3を3失点の内容でシーズン初勝利。6月は4試合に登板し4勝、防御率1.20、投球回30（いずれもリーグ1位）を記録する好調ぶりを見せ、自身初となる月間MVPを受賞した。6月16日、東京オリンピック日本代表に選出された。8月24日のDeNA戦（京セラドーム大阪）では7回2失点で勝利投手となり、リーグ最速かつ自身初となる2桁勝利を達成した。なお、ドラフト5位以下の生え抜き選手が2桁勝利を達成するのは球団史上初の快挙であった。また、プロ6年目で初の勝ち越し勝利のシーズンとなった。最終的に25試合に登板して、13勝6敗（勝利数はリーグ1位タイ）、防御率2.48（リーグ2位）、勝率.684（リーグ1位）といずれも自己最高の成績を残し、共に自身初となる最多勝利、最高勝率のタイトルを獲得した。最多勝と最高勝率を同時に獲得するのは若林忠志（1944年）、井川慶（2003年）に続いて球団史上3人目だった。今オフに、7000万円増となる推定年俸1億2000万円で契約を更改した。
2022年、自身初となる開幕投手を務めることを矢野燿大監督から明言されたが、3月17日に新型コロナウイルス陽性が確認されたため登板を断念することとなった（代役は藤浪晋太郎）。その後二軍での調整期間を経て、4月15日の対巨人戦（甲子園）で復帰（8回1失点で勝利投手）。さらに、翌登板の対ヤクルト戦（明治神宮野球場）、翌々登板の対巨人戦（東京ドーム）を2試合連続完投勝利（ヤクルト戦は完封）で飾るなど、尻上がりに調子を上げた。5月6日の対中日戦（バンテリンドームナゴヤ）では、大野雄大との熾烈な投手戦を展開。打線が大野に8回二死まで完璧に封じられ、完全試合の危機が迫る中、監督矢野燿大は好投していた青柳をそのまま打席に送り出し、青柳は二ゴロで終了。青柳は9回裏も切り抜け、10回表に二死から佐藤輝明が初安打となる二塁打を放つも、続く大山悠輔が凡退。青柳は10回裏の中日の猛攻に耐えきれず、一死満塁から石川昂弥にヒットを打たれ、0-1で敗れた。その後も好調を保ち、とりわけ交流戦では3試合に登板し全勝、全試合無失点に抑えるなど抜群の安定感を見せた。交流戦防御率0.00は2015年のランディ・メッセンジャー以来2人目。7月15日の対中日戦（甲子園）で両リーグ最速となる10勝目を挙げた。7月22日、対横浜戦で11勝目を挙げる。この勝利により阪神は史上3球団目となる通算5500勝を記録した。8月2日の巨人戦（東京ドーム）で12勝目を挙げて以降は、7試合連続で勝ちが付かずに苦しんだが、同年最終登板となった9月27日のヤクルト戦（神宮）では6回1失点で8試合ぶりの勝ち投手となった。最終的に24試合に登板して、13勝4敗（勝利数はリーグ1位）、防御率2.05（リーグ1位）、勝率.765（リーグ1位）を記録し、若林（1944年）、井川（2003年）に続いて球団史上3人目となる「投手三冠」を達成した。また、2年連続で最多勝と最高勝率を同時に獲得するのは山本由伸と共にNPB史上初であった。11月24日には、自身初のベストナインに選出された。12月5日には、2023年シーズンより背番号17を着用することが発表。8日には倍増の推定年俸2億4000万円で契約を更改した。
2023年、開幕投手となる。シーズン通算で18試合に登板し、8勝6敗、防御率4.57を記録。オリックスとの日本シリーズ第7戦では先発した。12月21日、3000万円減となる推定年俸2億1000万円で契約を更改した。
2024年は、2年連続の開幕投手を務めた。同年は12試合に登板し、2勝3敗、防御率3.69を記録。11月5日、MLB挑戦の希望が球団から容認されたことが明らかになり、12月4日にはポスティングシステムの申請が受理された。

### フィリーズ傘下時代
2025年、ポスティング交渉期限（アメリカ東部時間2025年1月17日午後5時）当日にフィラデルフィア・フィリーズとマイナー契約を結んだことが発表された。招待選手としてレギュラーシーズン開幕前のメジャーキャンプに参加したが、制球難もあり4試合で防御率12.00と結果を残せず、日本時間の2025年3月15日深夜に球団からマイナーキャンプへの合流が発表された。3Aでは19試合に登板し、防御率7.45と苦戦。6月17日にマイナーリーグのプロスペクトの起用と育成を観察する目的の「ディベロップメント・リスト」に入り、26日に2Aに降格した。2Aでも4試合登板で防御率6.91と制球に苦しみ、7月2日に再びディベロップメント・リスト入りとなった。23日（日本時間24日）、自由契約となったことが発表された。

### ヤクルト時代
2025年7月31日、東京ヤクルトスワローズとの契約が発表された。同日に入団会見が執り行われ、背番号は99に決まった。会見の中で、帰国を決めた段階で古巣・阪神の同僚の坂本誠志郎や新監督の藤川球児にNPB復帰の意思を伝えていたものの、阪神からは支配下枠人数の関係もありオファーがなかったことを明かした。

## 選手としての特徴
| 球種           | 配分 % | 平均球速 km/h |
| -------------- | ------ | ------------- |
| ツーシーム     | 43.4   | 140.6         |
| スライダー     | 25.6   | 122.2         |
| フォーシーム   | 23.2   | 141.3         |
| チェンジアップ | 6.0    | 123.5         |
| カットボール   | 1.8    | 130.2         |

投球時に右腕を地面と水平よりも下から出す変則サイドスローもしくはアンダースローから繰り出す最速149km/hのストレートと、ツーシーム、スライダー、シュート、チェンジアップ、カーブを投げる。
ゴロによるアウトが多いグラウンドボールピッチャーである。プロ1年目の2016年には、被安打（41）とほぼ同数の四球（40）を与えた他、セ・リーグ2位タイの8与死球を記録するなど制球面で課題を露呈していたが、与四球率については2016年が5.3、2017年が3.9、2019年が2.6と年々良化の傾向が見られる。
また、同じく2016年には相手走者による16回の盗塁企図中13回の盗塁を許したため、同年の秋季キャンプからクイックモーションや牽制球の技術の向上に取り組んだことから、現在では投球開始からボールが捕手に到達するまでのタイムが最速で1秒を切る「高速クイック」を武器とし、2020年シーズンには登板時の被盗塁企図数を12球団の規定投球回到達者のうち最小の3度に留めた。
フィールディング面で課題を残しており、時折平凡なゴロの処理ミスや送球ミスなどによって出塁・進塁・失点を許すことがある。送球に関しては近距離の場合は下手投げのトス、遠距離の場合は敢えてワンバウンドでの送球を心がけることで対策している。
投球フォームについて
野球を始めた当初より、自身では上から投げているつもりでも自然とスリークォーターのようになってしまう癖があったことから、小学6年時に指導者の勧めでサイドスローに転向した。当時は渡辺俊介や林昌勇らを参考にしながら練習に取り組んでいたが、周囲から投げ方を馬鹿にされることもあり嫌だったという。中学への進学後、松坂大輔への憧れやチームに居た速球派投手から受けた影響などから再度オーバースローへの転向を試みるも、すぐに肘を怪我してしまったことをきっかけにサイドスローで勝負することを誓った。現在はかつてコンプレックスだった自身の投げ方に関して「格好良くない投げ方だけど、青柳の真似って言って投げる子が将来出れば」と語っている。
独特な投球フォームについて、プロ入り前には同期の野球部員とともに考案した「クォータースロー」を呼称としていた他、虎風荘への入寮前には「フォームがフォームなので愛称を付けて欲しい。自分で付けるとあまり格好よくない」とファンに愛称を募集した。プロ入り後は球団サイトや一部メディアなどでしばしば「クォータースロー」が用いられることがある。
メディアからは「虎のサブマリン」などアンダースローとして扱われる場合もあるが、自身は「下手気味のサイドスロー」であると語っている。
2019年のオールスターゲームに出場した際には、チームメイトや友人の要望に応えて初球の1球のみオーバースローで投球を行った。

## 人物・エピソード
母親は兵庫県出身で阪神ファンである。その母親はヤクルトレディ、兄はヤクルト本社勤務のため、実家の冷蔵庫には常にヤクルト製品が常備されていた。
「虎風荘」への入寮の際に、600冊以上もの漫画本コレクションの中からおよそ300冊を持ち込んだほどの漫画好きで、好きな漫画は「今際の国のアリス」。2016年11月のアジア・ウィンター・リーグへの遠征中、Twitterにて「うわ～台湾じゃあジャンプもマガジンも読めないじゃん地獄」「この事が心配でホームラン打たれたんですよ！」などと投稿した際には、これに対して「そこまでのマンガ愛、ありがとうございます！このツイートを見て泣いております」と週刊少年マガジンの公式アカウントが応じて、台湾滞在中に発刊する雑誌の取り置きを約束し、遠征後の12月中旬には実際に3週間分の「週刊少年マガジン」が青柳の元に届けられた。
2019年1月14日、小学校時の同級生との結婚を発表した。プロ入り後にSNSを通じて再会したといい、前年12月に婚姻届を提出した。
いわゆる『雨男』であり、自身が先発予定の日に限って天候不良であることが多く、幾度となく自身の先発機会を流している。2021年5月20日の試合も先発予定であったがこれも中止となり、この時点で自身が先発予定としていた試合が雨天中止となったのが通算11度目となり、予告先発が始まった2012年以降ではランディ・メッセンジャーに並び球団トップとなった。球団側も、これにあやかり「『雨柳さん』フェイスタオル」グッズを販売しているほどである。その後、2022年5月13日の先発予定であった試合が中止となり、通算12度目で単独トップとなってしまった。
東京オリンピック 野球日本代表（侍ジャパン）として金メダルを獲得した功績を称え、2022年1月28日、横浜市鶴見区の横浜商科大学つるみキャンパス前に、記念のゴールドポスト（第56号）が設置された（ゴールドポストプロジェクト）。
東京オリンピックで共に出場した田中将大から金言をもらうなど影響を受けている。
漫画のモデルになるような活躍をしたいと述べている。
ランディ・メッセンジャーを開幕投手のイメージとして認識している。

## 詳細情報

### 年度別投手成績
| 年 度    | 球 団    | 登 板 | 先 発 | 完 投 | 完 封 | 無 四 球 | 勝 利 | 敗 戦 | セ 丨 ブ | ホ 丨 ル ド | 勝 率 | 打 者 | 投 球 回 | 被 安 打 | 被 本 塁 打 | 与 四 球 | 敬 遠 | 与 死 球 | 奪 三 振 | 暴 投 | ボ 丨 ク | 失 点 | 自 責 点 | 防 御 率 | W H I P |
| -------- | -------- | ----- | ----- | ----- | ----- | -------- | ----- | ----- | -------- | ----------- | ----- | ----- | -------- | -------- | ----------- | -------- | ----- | -------- | -------- | ----- | -------- | ----- | -------- | -------- | ------- |
| 2016     | 阪神     | 13    | 12    | 0     | 0     | 0        | 4     | 5     | 0        | 0           | .444  | 289   | 68.1     | 41       | 1           | 40       | 0     | 8        | 52       | 2     | 0        | 31    | 25       | 3.29     | 1.19    |
| 2017     | 阪神     | 12    | 12    | 0     | 0     | 0        | 4     | 4     | 0        | 0           | .500  | 282   | 64.1     | 53       | 2           | 28       | 0     | 10       | 50       | 0     | 0        | 32    | 23       | 3.22     | 1.26    |
| 2018     | 阪神     | 4     | 4     | 0     | 0     | 0        | 1     | 1     | 0        | 0           | .500  | 93    | 21.2     | 23       | 1           | 6        | 0     | 0        | 22       | 1     | 0        | 8     | 8        | 3.32     | 1.34    |
| 2019     | 阪神     | 25    | 25    | 1     | 1     | 0        | 9     | 9     | 0        | 0           | .500  | 601   | 143.1    | 145      | 14          | 42       | 3     | 12       | 100      | 0     | 1        | 56    | 50       | 3.14     | 1.30    |
| 2020     | 阪神     | 21    | 21    | 1     | 0     | 0        | 7     | 9     | 0        | 0           | .438  | 510   | 120.2    | 111      | 4           | 44       | 3     | 5        | 88       | 2     | 0        | 51    | 45       | 3.36     | 1.28    |
| 2021     | 阪神     | 25    | 25    | 0     | 0     | 0        | 13    | 6     | 0        | 0           | .684  | 651   | 156.1    | 143      | 11          | 48       | 8     | 3        | 104      | 0     | 0        | 48    | 43       | 2.48     | 1.22    |
| 2022     | 阪神     | 24    | 24    | 4     | 2     | 0        | 13    | 4     | 0        | 0           | .765  | 644   | 162.1    | 126      | 7           | 32       | 4     | 8        | 132      | 0     | 0        | 46    | 37       | 2.05     | 0.97    |
| 2023     | 阪神     | 18    | 18    | 0     | 0     | 0        | 8     | 6     | 0        | 0           | .571  | 439   | 100.1    | 102      | 6           | 38       | 2     | 9        | 64       | 3     | 0        | 54    | 51       | 4.57     | 1.40    |
| 2024     | 阪神     | 12    | 12    | 0     | 0     | 0        | 2     | 3     | 0        | 0           | .400  | 269   | 61.0     | 66       | 2           | 21       | 1     | 6        | 35       | 1     | 1        | 31    | 25       | 3.69     | 1.43    |
| NPB：9年 | NPB：9年 | 154   | 154   | 6     | 3     | 0        | 61    | 47    | 0        | 0           | .565  | 3778  | 898.1    | 810      | 48          | 299      | 21    | 61       | 647      | 9     | 2        | 357   | 307      | 3.08     | 1.24    |

- 2024年度シーズン終了時
- 各年度の太字はリーグ最高

### 年度別投手（先発）成績所属リーグ内順位
| 年 度 | 年 齢 | リ ｜ グ   | 完 投 | 完 封 | 勝 利 | 勝 率 | 投 球 回 | 奪 三 振 | 防 御 率 |
| ----- | ----- | ---------- | ----- | ----- | ----- | ----- | -------- | -------- | -------- |
| 2016  | 22    | セ・リーグ | -     | -     | -     | -     | -        | -        | -        |
| 2017  | 23    | セ・リーグ | -     | -     | -     | -     | -        | -        | -        |
| 2018  | 24    | セ・リーグ | -     | -     | -     | -     | -        | -        | -        |
| 2019  | 25    | セ・リーグ | 7位   | 5位   | 8位   | -     | 9位      | 8位      | 6位      |
| 2020  | 26    | セ・リーグ | 9位   | -     | -     | -     | 6位      | 8位      | 6位      |
| 2021  | 27    | セ・リーグ | -     | -     | 1位   | 1位   | 3位      | 9位      | 2位      |
| 2022  | 28    | セ・リーグ | 2位   | 1位   | 1位   | 1位   | 3位      | 5位      | 1位      |
| 2023  | 29    | セ・リーグ | -     | -     | -     | -     | -        | -        | -        |
| 2024  | 30    | セ・リーグ | -     | -     | -     | -     | -        | -        | -        |

- - は10位未満。防御率・勝率における規定投球回数未満も - と表記。
- 太字年度は規定投球回到達年度

### オリンピックでの投手成績
| 年 度 | 代 表 | 登 板 | 先 発 | 勝 利 | 敗 戦 | セ ｜ ブ | 打 者 | 投 球 回 | 被 安 打 | 被 本 塁 打 | 与 四 球 | 敬 遠 | 与 死 球 | 奪 三 振 | 暴 投 | ボ ｜ ク | 失 点 | 自 責 点 | 防 御 率 |
| ----- | ----- | ----- | ----- | ----- | ----- | -------- | ----- | -------- | -------- | ----------- | -------- | ----- | -------- | -------- | ----- | -------- | ----- | -------- | -------- |
| 2021  | 日本  | 2     | 0     | 0     | 0     | 0        | 13    | 1.2      | 8        | 1           | 1        | 0     | 0        | 2        | 0     | 0        | 5     | 5        | 27.00    |

### 年度別守備成績
| 年 度 | 球 団 | 投手  | 投手  | 投手  | 投手  | 投手  | 投手     |
| 年 度 | 球 団 | 試 合 | 刺 殺 | 補 殺 | 失 策 | 併 殺 | 守 備 率 |
| ----- | ----- | ----- | ----- | ----- | ----- | ----- | -------- |
| 2016  | 阪神  | 13    | 10    | 8     | 3     | 0     | .857     |
| 2017  | 阪神  | 12    | 1     | 9     | 4     | 0     | .714     |
| 2018  | 阪神  | 4     | 1     | 3     | 0     | 0     | 1.000    |
| 2019  | 阪神  | 25    | 6     | 18    | 3     | 2     | .889     |
| 2020  | 阪神  | 21    | 6     | 25    | 1     | 0     | .969     |
| 2021  | 阪神  | 25    | 15    | 30    | 1     | 0     | .978     |
| 2022  | 阪神  | 24    | 8     | 29    | 1     | 1     | .974     |
| 2023  | 阪神  | 18    | 4     | 17    | 2     | 1     | .913     |
| 2024  | 阪神  | 12    | 5     | 8     | 0     | 0     | 1.000    |
| NPB   | NPB   | 154   | 56    | 147   | 15    | 4     | .931     |

- 2024年度シーズン終了時
- 各年度の太字はリーグ最高

### タイトル
- 最多勝利：2回（2021年、2022年）※2年連続はセ・リーグ史上最長タイ記録[注 5]
- 最優秀防御率：1回（2022年）
- 最高勝率：2回（2021年、2022年） ※2年連続は山本由伸に次ぐ歴代2位タイ[注 6]

### 表彰
- ベストナイン：1回（投手部門：2022年）
- 最優秀バッテリー賞：1回（2022年 捕手：梅野隆太郎）
- 月間MVP：1回（投手部門：2021年6月[37]）
- 月間最優秀バッテリー賞：5回（2021年6月 捕手：梅野隆太郎、6・7月 捕手：梅野隆太郎、2022年3・4月 捕手：梅野隆太郎、5月 捕手：梅野隆太郎、交流戦 捕手：坂本誠志郎）
- 横浜市スポーツ栄誉賞（2021年）

### 記録
初記録
投手記録
- 初登板・初先発登板・初勝利・初先発勝利：2016年6月1日、対東北楽天ゴールデンイーグルス2回戦（楽天Koboスタジアム宮城）、5回1失点
- 初奪三振：同上、2回裏に中川大志から空振り三振
- 初完投勝利・初完封勝利：2019年4月29日、対中日ドラゴンズ6回戦（ナゴヤドーム）、9回5安打奪三振

節目の記録
通算50勝利:2022年8月2日、対東京読売ジャイアンツ16回戦(東京ドーム)、6回3失点
打撃記録
- 初安打：2016年7月20日、対読売ジャイアンツ16回戦（阪神甲子園球場）、4回裏に田口麗斗から一塁バント内野安打
- 初打点：2017年8月25日、対読売ジャイアンツ17回戦（東京ドーム）、2回表に田口麗斗から中越適時二塁打

その他の記録
- 1イニング3与死球：2017年6月30日、対東京ヤクルトスワローズ10回戦（阪神甲子園球場）、5回表に大引啓次、藤井亮太、上田剛史に与死球 ※史上10人目[114]
- オールスターゲーム出場：3回（2019年、2021年、2022年）

### 背番号
- 50（2016年 - 2022年）
  - 12（2021年東京オリンピック）
- 17（2023年 - 2024年）
- 99（2025年7月31日 - ）

### 登場曲
- 「サムライソウル」ウルフルズ（2016年 - ）
- 「Rainy Blue」徳永英明（2021年） ※打席用
- 「紅葉に抱かれて」50TA（狩野英孝）（2022年） ※打席用
- 「Mr.アンダースロー」明石家さんま（2023年 - ） ※打席用

### 代表歴
- 2020年東京オリンピックの野球競技・日本代表